# Tamás Kádár
Tamás Kádár (* 14. března 1990, Veszprém, Maďarsko) je maďarský fotbalový obránce a reprezentant, v současnosti hráč klubu FK Dynamo Kyjev (k únoru 2017).
Hraje na postu stopera či levého beka. Mimo Maďarsko působil na klubové úrovni v Anglii, Nizozemsku, Polsku a na Ukrajině.

## Klubová kariéra
- Zalaegerszegi TE (mládež)
- Zalaegerszegi TE 2006–2008
- Newcastle United FC 2008–2012
- →  Huddersfield Town AFC (hostování) 2011
- Roda JC Kerkrade 2012–2013
- →  Diósgyőri VTK (hostování) 2013
- Diósgyőri VTK 2013–2015
- Lech Poznań 2015–2017
- FK Dynamo Kyjev 2017–[2]

## Reprezentační kariéra
Kádár nastupoval v maďarských mládežnických reprezentacích U17, U19 a U21.
V A-mužstvu Maďarska debutoval 17. 11. 2010 v přátelském zápase v Székesfehérváru proti reprezentaci Litvy (výhra 2:0).

S maďarským národním týmem slavil v listopadu 2015 postup z baráže na EURO 2016 ve Francii. 

Německý trenér maďarského národního týmu Bernd Storck jej zařadil do závěrečné 23členné nominace na EURO 2016 ve Francii. Maďaři se ziskem 5 bodů vyhráli základní skupinu F. V osmifinále proti Belgii se po porážce 0:4 rozloučili s turnajem.